# Stensby (Stensby Sogn)
Stensby er en landsby i Stensby Sogn på det sydligste Sjælland (indtil 1979 i Kalvehave Sogn).
Lidt vest for landsbyen findes godset Stensbygård og nordvest for landsbyen findes Stensby Kirke.

## Historie
Stensby-aftalen af 7. juni 1238 indgået i Stensby, var en aftale mellem den danske Valdemar Sejr og Den Liviske Ordens landemester Hermann Balke med det formål at afslutte striden siden 1225 mellem danskerne og Den Liviske Ordens forgænger, Sværdbroderordenen, om tilhørsforholdet for det nordlige og centrale Estland.
Stensby bestod i 1682 af 28 gårde, 6 huse med jord og 4 huse uden jord. Det samlede dyrkede land udgjorde 317,3 tønder land skyldsat til 79,53 tønder hartkorn. Dyrkningsformen var tovangsbrug, idet den ene vang blev tilsået med byg, den anden med rug.
Stensby hørte i perioden 1718-1768 til Vordingborg Rytterdistrikt.